# マルーン (バンド)
マルーン(Maroon)はドイツのメタルコア、ヘヴィメタルバンド。

## 概要
1998年、ドイツのノルトハウゼンにて結成。当初はアース・クライシス、MORNING AGAIN、DESPAIRなどのアメリカン・ニュースクール・ハードコアの影響を受けていた。
1999年、デモ「The Initiate」を制作し、翌年には「Captive in the Room of the Conspirator」をリリース。同年に行われたヨーロッパ・ツアーではアース・クライシス、MORNING AGAINとステージを共にし、2001年にはABSIDIAとのスプリットEP、SELF CONQUESTとのスプリットCDをそれぞれリリース。その後はヘヴン・シャル・バーン、キャリバン、マッドボールとのツアーをこなし、2002年には遂に1stアルバム「Antagonist」をアメリカのCATALYST RECORDSよりリリース。この1stアルバムはCATALYST RECORDSベストセラー・レコードとなり、南米ツアー、ヨーロッパでヘッドライニング・ツアーを行う。
この時期からアット・ザ・ゲイツ、ザ・ホーンテッド、アイアン・メイデン、メタリカ、スレイヤー、セパルトゥラ、ディスメンバー等のメタル・バンドの影響が強く出始め、サウンドは変化していく。
2003年、本国ドイツのALVERAN RECORDSと契約し、1stアルバムの再発盤と2ndアルバム「Endorsed By Hate」を同時にリリース。「Endorsed By Hate」はTue Madsen（ザ・ホーンテッド、ネミック）をプロデューサーに迎え、それまでの彼らからは想像もつかないほど、メタリックで凶暴なアルバムとなり、大きな転機にもなった。
2006年、センチュリー・メディア・レコードとのディールを獲得し、3rdアルバム「When Worlds Collide」発売前に初来日を果たす。メタルらしい整合感ある演奏と、ハードコア然としたヴォーカル、Andreのステージングで、新旧のファンを納得させる怒濤のライヴを披露した。
「When Worlds Collide」はJacob Hansen (マーサナリー、FEAR MY THOUGHTS) プロデュースで制作され、メロディーにより重きを置いた。同郷のキャリバン、ヘヴン・シャル・バーンと並んで、ドイツからヨーロッパの代表バンドの仲間入りを果たした。
3rdアルバム「When Worlds Collide」をリリースした後、コーン、オビチュアリー、ストラッピング・ヤング・ラッド、アーチ・エネミー、ザ・ブラック・ダリア・マーダー等、様々なビッグ・ネームとのツアー、ライヴを重ね、ROCK HARD、WITH FULL FORCE、ヴァッケン・オープン・エア、SUMMER BREEZEのような著名なフェスティヴァルにはほとんど出演を果たす。
2007年、「The Cold Heart of the Sun」の作業を開始する。前作と同様Jacob Hansenのスタジオと、ヘヴン・シャル・バーンのギタリストでもあり、NEAERAやNARZISSのプロデュースも手がけたAlexander DietsのRape Of Harmonyスタジオにて行われた。アートワークはギタリストのMarc Zechが担当した。

## メンバー

### メンバー
Andre Moraweck – ボーカル (1998-)
Sebastian Grund – ギター (1998-)
Tom-Eric Moraweck – ベース (1998-)
Steven Holl – ギター (2013-)
Benjamin Kühnemund - ドラム (2013-)

### 旧メンバー
Marc Zech – ギター (1998-2005)
Uwe Gruse - ドラム (1998-2001)
Nick Wacksmuth – ドラム (2001-2011)
Sebastian "Riechtor" Rieche – ギター (2005-2011)

## ディスコグラフィー

### アルバム
- The Initiate (1999)
- Captive in the Room of the Conspirator (2000)
- The Key with Selfconquest (2002)
- Antagonist (2002)
- Endorsed By Hate (2004)
- When Worlds Collide (2006)
- The Cold Heart of the Sun (2007)
- Order (2009)